# Estadio Mario Alberto Kempes
Het Estadio Mario Alberto Kempes is een multifunctioneel stadion in de Argentijnse stad Córdoba. Oorspronkelijk was de naam Estadio Olimpico de Córdoba. Het stadion werd gebouwd in de aanloop naar het WK voetbal 1978. Bij de WK had het een capaciteit van ruim 46.000 toeschouwers. Er werden vijf wedstrijden uit de eerste ronde en drie wedstrijden uit de tweede ronde gespeeld.
In oktober 2010 werd het stadion vernoemd naar de held van de WK 1978, Mario Alberto Kempes, nadat het eerder bekendstond onder de naam Estadio Chateau Carreras.
In 2011 werd het stadion uitgebreid tot de huidige capaciteit. Het vergrote stadion werd in dat jaar gebruikt voor de Copa América 2011.

## WK interlands
| №  | Datum        | Wedstrijd                   | Uitslag | Competitie                | Toeschouwers |
| -- | ------------ | --------------------------- | ------- | ------------------------- | ------------ |
| 1. | 3 juni 1978  | Peru – Schotland            | 3 – 1   | WK 1978 1e Groepsfase (D) | 37.927       |
| 2  | 6 juni 1978  | West-Duitsland – Mexico     | 6 – 0   | WK 1978 1e Groepsfase (B) | 35.258       |
| 3. | 7 juni 1978  | Schotland – Iran            | 1 – 1   | WK 1978 1e Groepsfase (D) | 7.938        |
| 4  | 10 juni 1978 | West-Duitsland – Tunesië    | 0 – 0   | WK 1978 1e Groepsfase (B) | 30.667       |
| 5. | 11 juni 1978 | Peru – Iran                 | 4 – 1   | WK 1978 1e Groepsfase (D) | 21.262       |
| 6. | 14 juni 1978 | Oostenrijk – Nederland      | 1 – 5   | WK 1978 2e Groepsfase (A) | 25.050       |
| 7. | 18 juni 1978 | Nederland – West-Duitsland  | 2 – 2   | WK 1978 2e Groepsfase (A) | 40.750       |
| 8. | 21 juni 1978 | Oostenrijk – West-Duitsland | 3 – 2   | WK 1978 2e Groepsfase (A) | 38.318       |

Estadio Monumental (Buenos Aires) · Estadio José Amalfitani (Buenos Aires) · Estadio Córdoba (Córdoba) · Estadio Mar del Plata (Mar del Plata) · Estadio Gigante de Arroyito (Rosario) · Estadio Mendoza (Mendoza)